# Resolutie 507 Veiligheidsraad Verenigde Naties
Resolutie 507 van de Veiligheidsraad van de Verenigde Naties werd unaniem aangenomen op 28 mei 1982. Met deze resolutie richtte men een fonds op waaraan landen vrijwillig konden bijdragen om de schade en het economisch herstel na de mislukte staatsgreep op de Seychellen te betalen.

## Achtergrond
In november 1981 voerden Seychellianen in ballingschap samen met een groep Afrikaanse huurlingen een aanval uit op de Seychellen. Ze werden echter al op de luchthaven ontdekt en moesten na een lang vuurgevecht
vluchten. Vier van hen werden voor de feiten in de Seychellen veroordeeld, de anderen in Zuid-Afrika.
Op 28 mei werd na consultaties beslist dat het comité uit paragraaf °10 naast voorzitter Frankrijk ook zou bestaan uit Guyana, Jordanië en Oeganda.

## Inhoud
De Veiligheidsraad:
- Heeft het rapport van de met resolutie 496 opgerichte commissie bestudeerd.
- Is erg bezorgd over de schending van de territoriale integriteit, onafhankelijkheid en soevereiniteit van de Seychellen.
- Betreurt de doden en de aanzienlijke schade veroorzaakt bij de inval door huurlingen op 25 november 1981.
- Is erg bezorgd om de agressie door huurlingen tegen de Seychellen, voorbereid en uitgevoerd vanuit Zuid-Afrika.
- Is erg bezorgd om het gevaar dat huurlingen inhouden voor alle landen, de kleine zwakke in het bijzonder, en voor de stabiliteit en onafhankelijkheid van Afrikaanse landen.
- Is bezorgd over de langetermijneffecten van de agressie op 25 november voor de economie van de Seychellen.
- Herhaalt resolutie 496 waarin de Veiligheidsraad bevestigde dat de territoriale integriteit en onafhankelijkheid van de Seychellen moet worden gerespecteerd.

1. Neemt akte van het rapport van de commissie en waardeert haar werk.
2. Veroordeelt de agressie door huurlingen tegen de Seychellen.
3. Eert de Seychellen voor het met succes afweren van de agressie en het verdedigen van hun territoriale integriteit en onafhankelijkheid.
4. Herbevestigt resolutie 239 die enig land dat de rekrutering van huurlingen toestaat en aan hen faciliteiten verleent om de overheid van een lidstaat omver te werpen veroordeelde.
5. Veroordeelt alle vormen van bemoeienis van buitenaf met binnenlandse aangelegenheden van lidstaten, waaronder het gebruik van huurlingen om landen te destabiliseren en/of hun territoriale integriteit, soevereiniteit en onafhankelijkheid te schenden.
6. Veroordeelt verder de illegale daden tegen de veiligheid van de burgerluchtvaart in de Seychellen.
7. Roept alle landen op om de Veiligheidsraad alle informatie die ze hebben over de agressie te bezorgen, in het bijzonder transcripties van gerechtelijke procedures en getuigenissen in rechtszaken van een van de huurlingen.
8. Doet een oproep aan alle landen en internationale organisaties, waaronder de Gespecialiseerde organisaties van de Verenigde Naties, de Seychellen te helpen met het herstel van de schade.
9. Beslist tegen 5 juni een fonds op te richten voor vrijwillige bijdragen aan het economisch herstel.
10. Beslist tegen eind mei een comité op te richten uit vier van zijn leden onder leiding van Frankrijk om de onmiddellijke overdracht van de middelen uit het fonds aan de Seychellen te coördineren.
11. Vraagt secretaris-generaal Javier Pérez de Cuéllar het comité te voorzien van al het nodige.
12. Beslist de onderzoekscommissie te mandateren de ontwikkelingen verder te onderzoeken en tegen 15 augustus te rapporteren met aanbevelingen en het bewijs en getuigenissen in enige rechtszaak tegen een lid van het huurlingenleger.
13. Vraagt de secretaris-generaal al het nodige te voorzien voor de uitvoering van deze resolutie en paragraaf °12 hierboven.
14. Besluit op de hoogte te blijven.

## Verwante resoluties
- Resolutie 394 Veiligheidsraad Verenigde Naties
- Resolutie 496 Veiligheidsraad Verenigde Naties

Lijst ·  500 ·  501 ·  502 ·  503 ·  504 ·  505 ·  506 ·  507 ·  508 ·  509 ·  510 ·  511 ·  512 ·  513 ·  514 ·  515 ·  516 ·  517 ·  518 ·  519 ·  520 ·  521 ·  522 ·  523 ·  524 ·  525 ·  526 ·  527 ·  528